# Sticta pedunculata
Sticta pedunculata är en lavart som beskrevs av Kremp. Sticta pedunculata ingår i släktet Sticta och familjen Lobariaceae.   Inga underarter finns listade i Catalogue of Life.